# Marcelino Villalba Muñoz
Marcelino Villalba Muñoz (Valladolid, 1890, - Burgo de Osma-Ciudad de Osma, Sòria, 1925) fou un compositor espanyol, germà d'Alberto, Enrique i Luis, tots ells també músics compositors.
Educat en un ambient com el de la seva família, en la que tots eren artistes, ensems que els estudis eclesiàstics feu els de música, i als vint-i-dos anys assolí per oposició la plaça de mestre de capella de la Catedral de Salamanca, que desenvolupà fins a la seva mort. Col·labora en la revista Biblioteca Sacro-Musical i es donà a conèixer com a compositor de música religiosa i molt principalment del gènere orgànic.
Les obres no religioses de Villalba Muñoz que mereixen mencionar-se són:
- Cinco piezas líricas; Escenas mogólicas; Tres jotes castellanes, per a piano,
- Tonadas mias, per a violí i piano,
- Tres cuentos de Bartolo, per a violí i piano,
- Sonata en cuatro tiempos, per a violí i piano. I diverses altres de menor importància.

Són de major relleu artístic les seves obres religioses, entre les que cal mencionar:
- 23 Motets al Santíssim, per a veus mixtes i orgue,
- Salm 118, a 4 veus mixtes i orgue,
- Credidi, salm, a 3 veus iguals i orgue,
- Reges Tharssis, ofertori a 2 veus i orgue,
- Salmo Benedictus, a 3 veus,
- Invitatorio de difuntos, a 4 veus mixtes,
- Himnos a San Vicente de Paú, San Bernardo, San Vicente,San José, Santa Isabel, Medalla milagrosa, Santa Teresa de Jesús i, altres advocacions:
- Lletretes i goigs,
- Responsorios para el Miércoles Santo, a 4 veus soles,
- Misa de Requiem, a 3 veus i orgue.